# 日本の建設に関する資格一覧
日本の建設に関する資格一覧（にほんのけんせつにかんするしかくいちらん）は、日本国内で実施されている、建設に関する資格試験の名称を一覧としたものである。

## 国家資格
- 【技術士法】
  - 技術士、技術士補
- 【建築士法】
  - 建築士
  - 建築設備士
- 【測量法】
  - 測量士、測量士補
- 【建設業法】
  - 監理技術者
  - 主任技術者
  - 施工管理技士
- 【労働安全衛生法】
  - 元方安全衛生管理者
  - 発破技士
  - クレーン・デリック運転士
  - 移動式クレーン運転士
  - 安全管理者
  - 玉掛作業者
  - 技能講習による資格
    - 作業主任者

  - 特別教育による資格
- 【建築物における衛生的環境の確保に関する法律】
  - 建築物環境衛生管理技術者
  - 清掃作業監督者
  - 貯水槽清掃作業監督者
  - 排水管清掃作業監督者
  - ダクト清掃作業監督者
  - 防除作業監督者
  - 空調給排水管理監督者
  - 空気環境測定実施者
  - 統括管理者
  - 水質検査実施者
- 【廃棄物の処理及び清掃に関する法律】
  - 特別管理産業廃棄物管理責任者
  - 廃棄物処理施設技術管理者
- 【建設工事に係る資材の再資源化等に関する法律】
  - 解体工事施工技士
- 【建築基準法】
  - 建築基準適合判定資格者
  - 特定建築物調査員
  - 建築設備検査員
  - 防火設備検査員
  - 昇降機等検査員
- 【電気事業法】
  - 電気主任技術者
  - ダム水路主任技術者
  - ボイラー・タービン主任技術者
- 【河川法】
  - ダム管理主任技術者
- 【水道法】
  - 給水装置工事主任技術者
- 【消防法】
  - 消防設備士
  - 消防設備点検資格者
  - 防火管理者
  - 防火対象物点検資格者
  - 防災管理者
  - 防災管理点検資格者
- 【火薬類取締法】
  - 火薬類取扱保安責任者
- 【電気工事士法】
  - 電気工事士
  - 特種電気工事資格者
  - 認定電気工事従事者
- 【土地改良法】
  - 土地改良換地士
  - 土地改良専門技術者
- 【土地区画整理法】
  - 土地区画整理士
- 【宅地建物取引業法】
  - 宅地建物取引士
- 【不動産の鑑定評価に関する法律】
  - 不動産鑑定士
- 【土地家屋調査士法】
  - 土地家屋調査士
- 【職業能力開発促進法】
  - 技能士

## 公的資格
- 下水道技術検定（日本下水道事業団）
- 応急危険度判定士（都道府県知事）
- 防火・防災管理教育担当（地方公共団体）
- 防火管理技能者（東京都）
- 防火安全技術者（東京都）
- 自衛消防技術試験（東京都）
- 防災センター要員（東京防災設備保守協会）
- 石油機器技術管理士（日本石油燃焼機器保守協会）
- 蓄電池設備整備資格者（電池工業会）
- 可搬消防ポンプ等整備資格者（日本消防設備安全センター）
- ネオン工事技術者（日本サイン協会）
- 自家用発電設備専門技術者（日本内燃力発電設備協会）
- 可搬形発電設備専門技術者（日本内燃力発電設備協会）
- 建設業経理検定（建設業振興基金）
- 地すべり防止工事士（斜面防災対策技術協会）
- 基礎施工士（日本基礎建設協会、コンクリートパイル・ポール協会）
- 計装士（日本計装工業会）
- 登録基幹技能者

## 民間資格
- シビルコンサルティングマネージャ（RCCM）（建設コンサルタンツ協会）
- 砂防・急傾斜管理技術者（砂防学会）
- のり面施工管理技術者（全国特定法面保護協会）
- グラウンドアンカー施工士（日本アンカー協会）
- 地質調査技士（全国地質調査業協会連合会）
- 応用地形判読士（全国地質調査業協会連合会）
- 地盤品質判定士（地盤品質判定士協議会）
- 土壌環境監理士（土壌環境センター）
- 海洋・港湾構造物維持管理士（沿岸技術研究センター）
- 海洋・港湾構造物設計士（沿岸技術研究センター）
- 港湾海洋調査士（海洋調査協会）
- 港湾潜水技士（日本潜水協会）
- 特別港湾潜水技士（日本潜水協会）
- 河川技術者（河川技術者教育振興機構）
- 水路測量技術検定（日本水路協会）
- 土木学会認定土木技術者（土木学会技術推進機構）
- 土木設計技士（全国建設産業教育訓練協会）
- 土木鋼構造診断士・土木鋼構造診断士補（日本鋼構造協会）
- 土木構造物点検診断技術者（阪神高速先進技術研究所）
- 空港土木施設点検評価技士（港湾空港総合技術センター）
- 道路橋点検士・道路橋点検士補（橋梁調査会）
- 交通技術上級資格者（交通工学研究会）
- 都市道路構造物点検技術者（首都高速道路技術センター）
- 高速道路点検診断資格（高速道路調査会）
- 舗装診断士（日本道路建設業協会）
- 道路標識点検診断士（全国道路標識・標示業協会）
- 構造物診断士（日本構造物診断技術協会）
- 構造物の補修・補強技士（リペア会）
- 建造物保全技術者（国際建造物保全技術協会）
- コンクリート診断士（日本コンクリート工学会）
- コンクリート構造診断士（プレストレストコンクリート工学会）
- プレストレストコンクリート技士（プレストレストコンクリート工学会）
- ポンプ施設管理技術者（河川ポンプ施設技術協会）
- 公園施設点検管理士（日本公園施設業協会）
- 公園施設点検技士（日本公園施設業協会）
- 下水道管路管理技士（日本下水道管路管理業協会）
- 管更生技士（日本管更生技術協会）
- 橋梁点検士（名古屋大学橋梁長寿命化推進室）
- 橋梁診断士（名古屋大学橋梁長寿命化推進室）
- 橋梁点検技術者（社会基盤メンテナンス教育センター）
- 橋梁診断技術者（社会基盤メンテナンス教育センター）
- 橋梁AM点検士（青森県建設技術センター）
- 木橋診断士（木橋技術協会）
- インフラ調査士（日本非破壊検査工業会）
- 地籍調査管理技術者（日本国土調査測量協会）
- 地籍工程管理士（全国国土調査協会）
- ドローン測量管理士（ドローン測量教育研究機構）
- 環境アセスメント士（日本環境アセスメント協会）
- 登録ランドスケープアーキテクト（ランドスケープコンサルタンツ協会）
- ビオトープ施工管理士（日本生態系協会）
- 自然再生士（日本緑化センター）
- 認定都市プランナー（都市計画コンサルタント協会）
- 下水道管理技術認定試験（日本下水道事業団）
- 福祉住環境コーディネーター（東京商工会議所）
- 林業技士（日本森林技術協会）
- コンクリート技士（日本コンクリート工学会）
- 舗装施工管理技術者（日本道路建設業協会）
- 常温溶射管理技士（鋼構造物常温溶射研究会）
- 建築検定（東京構造設計事務所協会）
- 再開発プランナー（再開発コーディネーター協会）
- 家電製品アドバイザー（家電製品協会）
- 家電製品エンジニア（家電製品協会）
- 建築仕上診断技術者（ロングライフビル推進協会）
- 商業施設士（商業施設技術団体連合会）
- 溶接管理技術者（日本溶接協会）
- 瓦屋根工事技士（全日本瓦工事業連盟）
- 建築コスト管理士（日本建築積算協会）
- 建築積算士（日本建築積算協会）
- 建築コンクリートブロック工事士（日本エクステリア建設業協会）
- ブロック塀診断士（日本エクステリア建設業協会）
- キッチンスペシャリスト（インテリア産業協会）
- インテリアコーディネーター（インテリア産業協会）
- インテリアプランナー（建築技術教育普及センター）
- 住建築プロデューサー（日本プロデュース協会）
- 住宅建築コーディネーター（住宅建築コーディネーター協会）
- しろあり防除施工士（日本しろあり対策協会）
- ペストコントロール技術者（日本ペストコントロール協会）
- リビングスタイリスト（日本ライフスタイル協会）
- リフォームスタイリスト（日本ライフスタイル協会）
- ガス圧接技量検定（日本鉄筋継手協会）
- 継手管理技士（日本鉄筋継手協会）
- 街路樹剪定士（日本造園建設業協会）
- 植栽基盤診断士（日本造園建設業協会）
- 造園修景士（日本造園修景協会）
- 公園管理運営士（日本公園緑地協会）
- エクステリアプランナー（日本エクステリア建設業協会）